# Frédéric Rossi
Frédéric Rossi, né le 30 mars 1962 à La Chaux-de-Fonds, est un archéologue et éditeur suisse.

## Biographie
Frédéric Rossi naît le 30 mars 1962 à La Chaux-de-Fonds, dans le canton de Neuchâtel. Il a un frère, David, qui dirige la librairie Archigraphy à Genève, spécialisée dans l'architecture. Leur père est architecte. 
Il effectue des études de lettres aux universités de Genève et Lausanne. 
En 1987, il cofonde, avec Laurent Flutsch et Daniel Castella, l’entreprise d’investigations archéologiques Archeodunum SA. Depuis 2006, elle est agréée et présente en France, à Chaponnay, dans la région Rhône-Alpes, sous la forme d'une SAS. 
En 2009, il devient président du Syndicat français des professionnels de l’archéologie (SNPA).
En 1999, il crée la maison d’édition Infolio, qui publie principalement des ouvrages sur l'architecture, l'histoire, l'archéologie, ainsi que sur les beaux-arts ou la littérature, et des essais.
En 2010, à Morges (Suisse), il organise, avec des collègues libraires et éditeurs, la première édition du salon Livre sur les Quais, un salon du livre dédié aux auteurs.
En 2006, il est élu à la Municipalité de Gollion. Il est membre des Vert'libéraux.
Il est marié à une archéologue, Sylvie Berti Rossi, et père d'un enfant.

## Œuvres
- L’area sacra du forum de Nyon et ses abords. Fouilles 1988-1990, Noviodunum III, Cahiers d'Archéologie romande 66, Lausanne, 1995.
- L'archéologie privée a-t-elle sa place dans le paysage archéologique suisse et/ou européen, Archéologie Suisse, 30 avril 2007, p. 8–13.
- Frédéric Rossi et alii, Nyon, colonie romaine au bord du lac Léman, Les Dossiers de l’Archéologie, avril 1998.
- Frédéric Rossi, Regula Frei-Stolba et Michel Tarpin, Deux inscriptions découvertes dans l’amphithéâtre de Nyon, Annuaire de la Société suisse de Préhistoire et d'Archéologie, 1998, p. 183–196.
- Gilbert Kaenel, Laurent Flutsch, Frédéric Rossi, Archéologie en terre vaudoise, Infolio, Lausanne, 2009.
- Frédéric Rossi et Christophe Vuilleumier (dir.), Quel est le salaud qui m'a poussé ? Cent figures de l'histoire suisse, Gollion, 2016.